# Wikidata
Wikidata er en kollektivt redigeret flersproget vidensbase drevet af Wikimedia-stiftelsen. Det er et fælles lager for åbne data, som Wikimedia-projekter så som Wikipedia og i øvrigt hvem som helst, kan anvende under CC0 Public domain licensen. På samme måde som Wikimedia Commons tillader fælles lagring og adgang til filer (fx billeder) for alle Wikimedia-projekter, således er også wikidata-registrene alment tilgængelige.

## Koncept
Wikidata er en dokument-orienteret database, centreret om emner. Hvert emne repræsenterer en side på en Wikipedia og identificeres af et unikt nummer foranstillet af bogstavet Q - fx Q7163 for emnet Politik. Dette giver mulighed for, at grundlæggende information om emnet kan oversættes uden at give noget sprog fortrinsstilling.
Information tilføjes ved at oprette udsagn. Udsagn udgøres af nøgle-værdi-par, hvor der for hver egenskab (nøglen) findes et eller flere tilhørende udsagn.

## Udviklingshistorie
Etableringen af Wikidata blev muliggjort i kraft af donationer fra Allen Institute for Artificial Intelligence, Gordon and Betty Moore Foundation og Google på i alt 1,3 mio. EUR. Projektet blev indledningsvist forestået af Wikimedia Tyskland og organiseret i tre faser:
1. Centralisering af interwiki-link mellem artikler om samme emne på forskellige sprog. Fasen er afsluttet.
2. Etablering af et centralt sted med data til infobokse. Fasen pågår og er delvist idriftsat.
3. Etablering og opdatering af liste-artikler baseret på Wikidata.

Dansk Wikipedia har en projektside: Wikipedia:WikiProjekt Wikidata.
Der er også en projektside på wikidata: Wikidata:Wikidata:WikiProject Danmark.

## Eksterne links
- Wikidata